# Coll Arenós (Comaltes)
El Coll Arenós és una collada que es troba en el terme municipal de la Vall de Boí, a la comarca de l'Alta Ribagorça, i dins del Parc Nacional d'Aigüestortes i Estany de Sant Maurici.

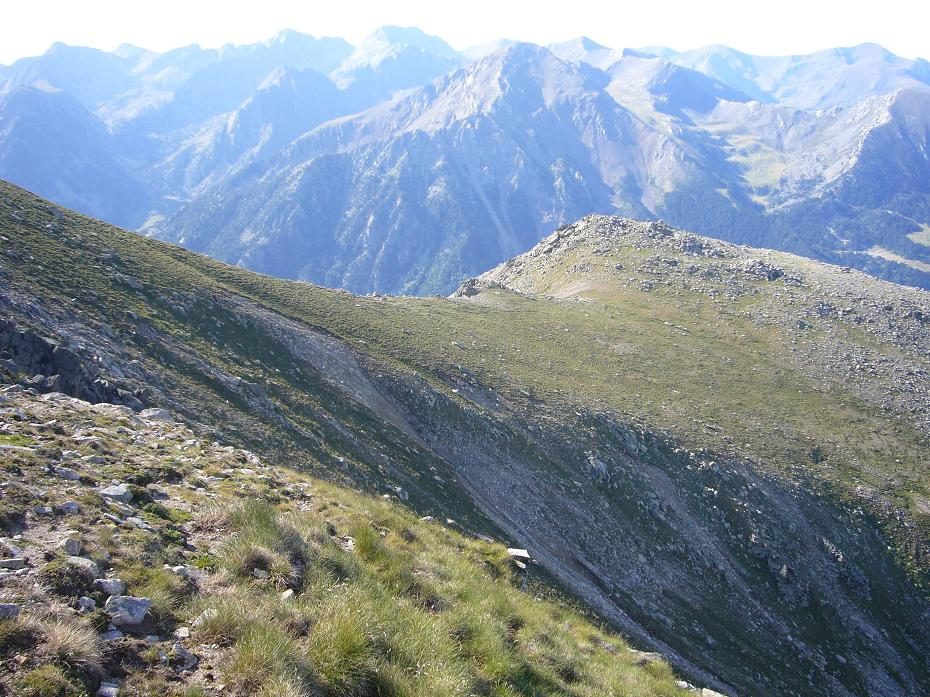
Coll Arenós i Tuc de Coll Arenós

El coll està situat a 2.625,7 metres d'altitud, entre el més oriental dels Pics de Comaltes (al nord) i el Tuc del Coll Arenós (al sud). Comunica Comaltes (O) amb Aigüissi (E).

## Rutes[2]
Des del km 18 de la carretera L-500, anant a buscar la carena del Serrat del Colomer al sud-est, i carenant cap al nord-est pel serrat i lo Campo.